# Oxytropis assadliensis
Oxytropis assadliensis är en ärtväxtart som beskrevs av I.T. Vassilczenko. Oxytropis assadliensis ingår i släktet klovedlar, och familjen ärtväxter. Inga underarter finns listade i Catalogue of Life.